# Gereformeerde gemeente (Helenaveen)
De Gereformeerde gemeente is een voormalig protestants kerkgenootschap in de tot de Noord-Brabantse gemeente Deurne gelegen plaats Helenaveen.

## Geschiedenis
In 1870 werd de Hervormde gemeente van Helenaveen gesticht. Landelijk ontstond in 1886 de Doleantie. Enkele gemeenteleden verlangden ook een terugkeer naar de Dordtse Leerregels en dienden daartoe in 1889 een verzoekschrift in bij de plaatselijke kerkenraad, dat echter op ongeloovige en hooghartige wijze door deze blinde leidslieden en ontrouwe opzieners werd afgewezen.
Daarop werd ds. J.H. Feringa in de functie van consulent vanuit Klundert uitgenodigd en deze hielp in 1892 uiteindelijk de dolerende gemeente van Helenaveen op te richten. Tot 1897 steunde hij als consulent de gemeente, waarna hij naar Zaandam vertrok. In 1892 sloot men zich aan bij de Gereformeerde Kerken in Nederland.
De piepkleine gemeente bestond uit een viertal gezinnen en enkele alleenstaande personen. Hij beschikte over een aantal door Feringa geschonken boekwerken en ook beschikte men over een doopvont, een avondmaalstel, een collectezak, een lessenaar en twaalf stoelen. Kerkdiensten werden gehouden in een woning aan de Geldersestraat, later in de woning van een ouderling en voormalige jeugdherberg, eveneens aan de Geldersestraat. 
De gemeente had geen eigen dominee en ook was er geen eigen kerkgebouw. Soms kwam er een dominee van buiten preken. In 1926 werd de zelfstandige gemeente opgeheven en werd hij een wijkgemeente van de gereformeerde gemeente in Helmond. Niettemin hielden de Helenaveense gereformeerden hun diensten nog lange tijd in Helenaveen. Soms werd daar slechts een preek voorgelezen door een ouderling waarbij geen dominee aanwezig was. De afstand tot Helmond was trouwens aanzienlijk. Deze plaatselijke diensten bleven doorgaan tot 1969. De gemeente had toen overigens nog slechts 5 leden. Vanaf toen kerkte men weer, voortvloeiend uit het Samen op Weg-proces, samen met de hervormden in de hervormde kerk van Helenaveen. 